# Julien Simon
Julien Simon (* 4. Oktober 1985 in Rennes) ist ein ehemaliger französischer Radrennfahrer.

## Sportlicher Werdegang
Nachdem er drei Jahre für die Club Super Sport 35 AC Noyal-Châtillon gefahren war, erhielt Julien Simon im Alter von 22 Jahren einen Vertrag beim französischen UCI ProTeam Crédit Agricole. 
Nach nur einer Saison wechselte er im Jahr 2009 zum UCI Professional Continental Team Besson Chaussures-Sojasun (später Sojasun). Für diese gewann er in seinem ersten Jahr die Nachwuchswertung der Tour du Haut Var und zeigte mit guten Leistungen bei kleineren französischen Rennen auf. Seinen ersten Sieg als Profi feierte er im Jahr 2011 bei dem Eintagesrennen Prueba Villafranca de Ordizia. In der Saison 2012 war er gleich mehrmals erfolgreich. Zunächst gewann er zwei Etappen der Katalonien-Rundfahrt, die als Etappenrennen der UCI WorldTour zur höchsten Rennserie im Straßenradsport zählte. Im Anschluss gewann er die Tour du Finistère und den Grand Prix de Plumelec-Morbihan, ehe er seine erste Tour de France in Angriff nahm. Im Herbst setzte er sich bei dem Grand Prix de Wallonie vor dem Belgier Greg van Avermaet durch, nachdem er im Jahr zuvor Zweiter hinter Philippe Gilbert geworden war. 
Zur Saison 2014 wechselte Julien Simon im Alter von 28 Jahren zum Team Cofidis, Solutions Crédits und wiederholte beim Grand Prix de Plumelec-Morbihan seinen Sieg von 2012. Außerdem gewann er im Jahr 2017 eine Etappe der Tour du Haut-Var, 2018 die Tour du Doubs und 2019 die Tour du Finistère. Bei seinen bisher zehn Grand Tour-Teilnahmen erzielte er bei der Vuelta a España 2015 als Zweiter der 13. Etappe sein bestes Einzelergebnis. 
Nach sechs Jahren bei Cofidis verließ Simon zur Saison 2020 das Team und wechselte zu TotalEnergies. Nach zwei Jahren ohne zählbare Erfolge setzte er sich in der Saison 2022 zum dritten Mal beim Grand Prix de Plumelec-Morbihan und der Tour du Finistère durch. Weiters feierte er in jenem Jahr seinen letzten Tageserfolg im Rahmen der Tour du Limousin. Mit dem Ablauf der Saison 2024 beendete er im Alter von 39 Jahren seine Karriere.

## Erfolge
2011
- Prueba Villafranca de Ordizia

2012
- zwei Etappen Volta Ciclista a Catalunya
- Tour du Finistère
- Grand Prix de Plumelec-Morbihan
- Grand Prix de Wallonie

2014
- Grand Prix de Plumelec-Morbihan

2017
- eine Etappe Tour du Haut-Var

2018
- Tour du Doubs

2019
- Tour du Finistère

2022
- Grand Prix du Morbihan
- Tour du Finistère
- eine Etappe Tour du Limousin

## Grand-Tour-Platzierungen
| Grand Tour            | 2012 | 2013 | 2014 | 2015 | 2016 | 2017 | 2018 | 2019 | 2020 | 2021 | 2022 |
| --------------------- | ---- | ---- | ---- | ---- | ---- | ---- | ---- | ---- | ---- | ---- | ---- |
| Giro d’ItaliaGiro     | –    | –    | –    | –    | –    | –    | –    | –    | –    | –    | –    |
| Tour de FranceTour    | 92   | 87   | 109  | 94   | –    | 117  | 101  | 108  | –    | 129  | –    |
| Vuelta a EspañaVuelta | –    | –    | –    | 74   | –    | –    | –    |      | 65   | –    | –    |